# قیه‌تپه
قیه تپه مربوط به دوران‌های تاریخی پس از اسلام است و در شهرستان خدابنده، بخش سجاسرود، روستای آقاجری واقع شده و این اثر در تاریخ ۷ مهر ۱۳۸۱ با شمارهٔ ثبت ۶۲۶۰ به‌عنوان یکی از آثار ملی ایران به ثبت رسیده است.